# محمد عجم
محمد العجمي أو محمد عجم أوعجم محمد كما اشتهر عند البغداديين، مغنٍ إيراني قدم إلى بغداد في فترة الحكم العثماني في عهد عمر باشا وأشتغل بالسياسة حتى وصل إلى منصب مستشار وخازندار. ثم زعيماً لحركة متمردة ضد السلطة .

## حياته
جاء إلى بغداد في عهد واليها العثماني عمر باشا، وكان شاباً وسيماً ذا صوت جميل مصطحباً أمه وأختاه وشكل معهن جوقاً موسيقياً فكانت أختاه ترقصان وأمه تنقر على الدف وهو يغني.

## دوره السياسي
أشتهرت فرقته في بغداد وأقبل عليها كبار الموظفين والاعيان وصار يتوسط للناس في قضاياهم ويرتشي ويأخذ الهدايا، فصار يعد من المقربين للدولة وكبار رجالاتها، فتقرب اليه الوزراء ونادمه الأعيان والتجار، وتقرب بسبب فصاحته ومنطقه إلى الوالي عمر باشا فعينه بمنصب دويدار فأنغمس بظلم الناس والوشاية عليهم حتى جزع الناس منه . وبعد مقتل عمر باشا وتولي مصطفى باشا ولاية بغداد صار محمد عجم مستشار الوالي الأول وخازنداره فعم الفساد المالي والاخلاقي سراي الوالي واماكن نفوذ محمد عجم. وقام بالاستحواذ على خزنة محاربة العجم في البصرة في عهد الوزير عبد الله باشا الذي انغمس في الأنس والملذات بتشجيع منه.

## تمرده
بعد موت عبد الله باشا عام 1777م كان التنافس على الحكم منحصراً بين محمد عجم وإسماعيل آغا الكهية ونشبت حالة من الصراع بينهما وانقسمت احياء بغداد بينهما حيث تعصبت محلات الفضل والمهدية والقراغول والميدان إلى جانب محمد عجم بينما انحازت محلات رأس القرية وباب الشيخ والشورجة وكذلك المماليك إلى إسماعيل آغا  وهدأت الحالة بوصول والي بغداد الجديد حسن باشا الكركوكلي بفرمان ولايته عام 1778م فهرب محمد عجم إلى نواحي ديالى بمساعدة صاحبه أحمد آغا ومن هناك أخذوا يقطعون الطرق ويغيرون على بغداد بعد أن جند معه ما يزيد على العشرة آلاف رجل سيطر بهم على مناطق واسعة من بعقوبة.

## نهايته
بعد هروب الوالي حسن باشا الكركوكلي من بغداد عام 1779م اثر محاصرة السراي من قبل الناس توجه سليمان الكبير من البصرة إلى بغداد وتولى الحكم هناك ثم توجه إلى ديالى للقضاء على محمد عجم ونجح في ذلك وهرب عجم إلى إيران ثم إلى مصر التي مات فيها.